# Kolonialutställningen

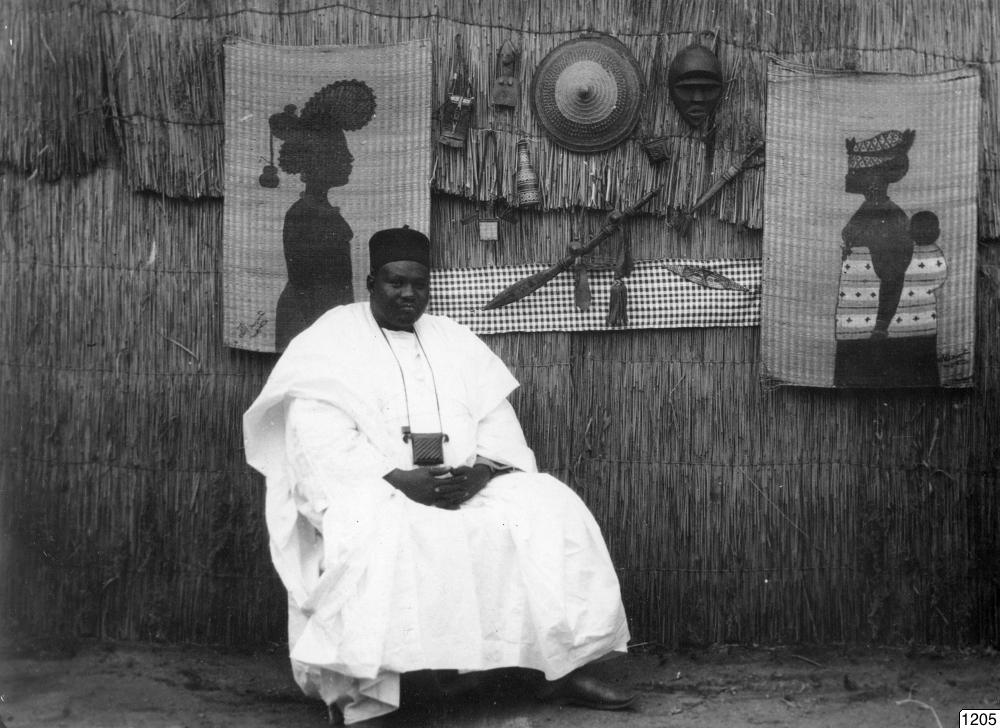
Hövdingen för den "negertrupp" som tillhörde en ambulerande franska Senegal-utställningen i Göteborg 1931 utanför hyddan.

Kolonialutställningen, eller Senegalutställningen, var ett tillfälligt evenemang i Sverige sommaren 1931. En grupp senegaleser, etniska serer från dåvarande Franska Västafrika, visades upp för publik i Göteborg och i Stockholm, på Dansut (den så kallade Kyhlbergska tomten) bakom Liljewalchs konsthall i regi av Tivoli Gröna Lund AB.
Ansvarig för den afrikanska gruppen var Maurice Fontenay, en fransk ”professor” som under två års tid rest runt i Europa med en hel by av senegaleser, "en kolonialutställning i miniatyr". I den ur koloniala ögon rekonstruerade byn fanns palmer, och hyddor där senegaleserna - män, kvinnor och barn - tvingades bo och utföra sina vardagssysslor inför betalande publik.
I de trycksaker som gavs ut i samband med utställningen (”Senegalbyn - de franska kolonierna” och ”Senegalbyn och det utomeuropeiska Frankrike”) understryker Fontenay att han ser utställningen som långt ifrån något enkelt marknadsnöje. Snarare skulle den betraktas som en möjlighet för svenskarna att lära känna ”negerfolkens seder och bruk” och alltså som en insats för vetenskap och folkbildning. Enligt  kontraktet skulle byn byggas upp på ett sådant sätt att senegaleserna kunde leva sina liv ungefär som i hemlandet. En del av byn skulle vara mer uttalat museal, med utställningsföremål, och invånarna skulle också stå för underhållning i form av sång, dans och musik ”allt av en rent etnografisk karaktär.”
Gerhard Lindblom, som var professor i etnografi vid Stockholms högskola och föreståndare för Riksmuseets etnografiska avdelning, bidrog till den vetenskapliga glansen genom att tala vid invigningen och framhöll då att om ”vi icke kunna komma till Afrika, får Afrika komma till oss".  I samband med utställningen skänktes en del av de föremål som syns på bilden av "hövdingen" här intill, till Etnografiska museet i Göteborg, och de finns idag i Världskulturmuseets samlingar.